# Ад в клетка (2014)
„Ад в Клетка 2014“ (на английски: Hell in a Cell (2014)) е турнир на Световната федерация по кеч.
Турнирът е pay-per-view и ще се провежда на 26 октомври 2014 г. на „American Airlines Center“.

## Фон
Ада в клетка ще включва професионални кеч мачове, включващи различни кечисти от предварително съществуващи сценарист вражди, и сюжетни линии, които играят върху първични телевизионни програми на WWE, RAW и SmackDown. Кечистите ще представят герои или злодеи, тъй като те следват поредица от събития, които изграждат напрежение, и завършва с мач по борба или серия от мачове.
На 6 октомври издание на Първична сила, Трите Хикса обяви, че Джон Сина ще се изправи срещу Дийн Амброус един срещу друг победителят ще се изправи срещу Сет Ролинс по-късно същата вечер в мача в адската клетка.

## Резултати
| #                                       | Мач                                                           | Правила                                                                                                 | Време |
| --------------------------------------- | ------------------------------------------------------------- | --- | ----- |
| Преди шоуго                             | Марк Хенри победи Бо Далас                                    | Сингъл мач                                                                                              | 00:37 |
| 1                                       | Долф Зиглър победи Сезаро 2-0                                 | 2 от 3 туша мач за Интерконтиненталната титла                                                           | 12:11 |
| 2                                       | Ники Бела победи Бри Бела                                     | Сингъл мач; Победеният ще стане личен асистент на победителя                                            | 06:20 |
| 3                                       | Златен и Звезден прах (ш) победиха Братя Усо                  | Сингъл мач за Отборните титли                                                                           | 10:20 |
| 4                                       | Джон Сина победи Ранди Ортън                                  | Мач Ад в Клека за определяне на главния претендент на Световната титла в тежка категория на Федерацията | 25:51 |
| 5                                       | Шеймъс победи Миз (с Деймиън Миздоу)                          | Сингъл мач за Титлата на Съединените щати                                                               | 08:20 |
| 6                                       | Русев (с Лана) победи Грамадата (с Марк Хенри) чрез предаване | Сингъл мач                                                                                              | 07:51 |
| 7                                       | Ей Джей Лий победи Пейдж (с Алиша Фокс) чрез предаване        | Сингъл мач за Титлата при дивите\                                                                       | 06:50 |
| 8                                       | Сет Ролинс победи Дийн Амброус                                | Мач Ад в Клетка                                                                                         | 13:50 |
| (ш) – указва шампионa/шампионите в мача |                                                               | |       |